# レオ・サワビー
レオ・サワビー（Leo Sowerby、1895年5月1日 - 1968年7月7日）は、アメリカ合衆国の作曲家で教会音楽家。

## 生涯
ミシガン州のグランドラピッズで生まれ、10歳で作曲を始める。彼のヴァイオリン協奏曲は1913年にシカゴ交響楽団によって初演された。1921年にはローマのアメリカンアカデミーよりローマ賞を作曲家として初めて受賞した。さらに1944年作曲のカンタータ「太陽の聖歌」で1946年のピューリッツァー賞を受賞した。
1927年にはシカゴのセントジェームズ教会のオルガン奏者兼聖歌隊指揮者となり、その在任中に国際的な名声を得た。
1962年にセントジェームズ教会を引退した後、ワシントン・ナショナル大聖堂に教会音楽家の大学設立の責任者として招かれ、1968年に在職中にオハイオ州ポートクリントンで死去した。
オペラ以外の全てのジャンルに500以上の曲を残す。初期は、管弦楽と室内楽で広く知られていたが、セントジェームズ教会とワシントン・ナショナル大聖堂時代の作品は合唱とオルガンの教会音楽が中心である。弟子にはネッド・ローレム、ゲイル・キュービック、レオン・スタイン、フローレンス・プライスなどがいる。

## 文献
- Amacker, Marianne. 1970. "The Chorale Preludes of Leo Sowerby". The Diapason 61, no. 9 (August): 20–21.
- Sharp, Timothy W. 1995. "The Choral Music of Leo Sowerby: A Centennial Perspective". The Choral Journal. 35, no. 8 (March): 9–19.
- Stalford, Ronald, and Michael Meckna. 2001. "Sowerby, Leo". The New Grove Dictionary of Music and Musicians, second edition, edited by Stanley Sadie and John Tyrrell. London: Macmillan Publishers.